# Natalia Barbu
Natalia Barbu (Bălţi, República de Moldàvia, abans URSS; 22 d'agost de 1979) és una cantant moldava.
Va ser seleccionada per a representar a Moldàvia al Festival de la Cançó d'Eurovisió 2007, obtenint el 10º lloc amb la cançó "Fight" ("Lluita"). Abans d'estar a la final, va haver de passar per la semifinal, en la qual va quedar també en 10a posició.